# 作谷沢村
作谷沢村（さくやざわむら）は、かつて山形県東村山郡にあった村。

## 沿革
- 1889年（明治22年）4月1日 - 町村制施行に伴い東村山郡北作村、畑谷村、簗沢村が合併し、作谷沢村が発足。
- 1954年（昭和29年）10月1日 - 東村山郡山辺町、大寺村、中村、相模村と合併し、山辺町を新設して消滅。